# Marie Cherrier
Marie Cherrier est une chanteuse à textes française, née le 31 juillet 1984 à Onzain près de Blois, s'inspirant de chanteurs comme Renaud ou Georges Brassens.

## Biographie
Le père de Marie, Bruno Cherrier, est un ancien athlète, établi comme médecin à Onzain, qui l'initie très tôt à la musique. La jeune fille commence le piano à sept ans mais arrête trois ans plus tard car le solfège ne lui réussit pas. À 17 ans, son père lui offre sa première guitare, avec laquelle elle s'exerce sur des titres de Renaud.
En classe de terminale, elle met en musique deux textes d'un copain, l'un à la guitare l'autre au piano, ce sont ses premières compositions. Le baccalauréat en poche, elle suit brièvement des études de  cinéma à Paris avant de se tourner entièrement vers la musique. En 2002, de retour chez elle, Marie Cherrier écrit sa première chanson, Pantins !, consacrée aux prémices de la guerre d'Irak. Suivent d'autres chansons engagées et en mai, elle commence à se produire dans des bars de Blois, obtient quelques passages radio et se produit dans de petits festivals.
En septembre 2003, elle reprend ses études en fac d'histoire à Orléans. En mars 2004, elle est présente aux rencontres d'Astaffort en tant qu'auteur et rencontre le producteur Jean-François Delfour, qui lui propose d'enregistrer un album,. En mai 2004, alors âgée de 19 ans, elle prépare son premier album, Ni vue ni connue. Celui-ci est enregistré en deux semaines. Elle réalise de nombreuses premières parties de concerts parisiens, plus de cent dates, notamment celui des Wriggles en décembre 2005.
En 2006, la chanteuse est récompensée par le « Coup de cœur chanson » de l'Académie Charles-Cros,. Elle est élue artiste du mois par la revue musicale Chorus et par les internautes sur le portail Yahoo!. En 2006 et en 2007, elle chante au Printemps de Bourges et aux Francofolies de La Rochelle. Son deuxième album, Alors quoi ?, sort en septembre. La chanson éponyme est une « lettre ouverte » adressée au chanteur Renaud,.
En 2008, l'album Live à la Cigale, enregistré le 15 mars 2008 dans la salle parisienne la Cigale, est distribué sur son site. La chanteuse est accompagnée de ses musiciens Franck Dunas, Damien Jameau, Christophe Bartharès et Didier Lassus. En plus de la majorité des titres des deux premiers albums studio de Marie Cherrier, Ni vue ni connue et Alors quoi ?, ce live contient deux titres inédits : L'air du temps et C'est dégueulasse. Elle termine une tournée par un concert à Monthou-sur-Bièvre en mai 2010, et se consacre à son prochain album.
En mai 2012, la chanteuse met à disposition sur Internet le titre La Cavale, premier extrait de son nouvel album Billie, qui sort d'abord en édition limitée (disponible uniquement sur son site web) le 9 janvier 2013, puis en édition standard disponible dans les magasins, légèrement modifiée (pochette, ordre des titres et quelques orchestrations), le 27 mai 2013.
Le 27 septembre 2014, Marie présente en public son nouvel album, L'aventure, au cours d'un concert de plus de deux heures place Louis XII à Blois. À cette occasion elle vend cet album ainsi qu'un double feuillet A4 reproduisant les paroles des onze chansons de l'album, en tirage limité. Elle est accompagnée sur scène par Thomas Plès (guitare), Pierre Bertona (basse) et Damien Jameau (batterie et percussions). Elle-même joue de la guitare, de l'accordéon et du piano.

## Discographie

### Albumslive
- 2008 : Live à la Cigale